# 1223 نيكار
1223 نيكار كويكب من النوع أس التعيين المؤقت 1931 TG هو كويكب صخري صغير يتخذ مداراً حول الشمس،في المنطقة الخارجية لحزام الكويكبات وعضو في عائلة كورونيس قطرة تقريبا 25 كيلومترا . وقد تم اكتشافه في 6 تشرين الأول عام 1931، من قبل الفلكي الألماني كارل رينموث في مرصد هايدلبرغ في جنوب غرب ألمانيا

## وصف
1223 نيكار كويكب من النوع أس التعيين المؤقت 1931 TG من عائلة كورونيس هي عائلة من الكويكبات تقع في المنطقة الخارجية لحزام الكويكبات الرئيسي بين المريخ والمشتري. على مسافة متوسطة 2.87 وحدة فلكية من الشمس وتطوف عائلة كورونيس في تكتل على نفس المدار.يعتقد أنها من بقايا تحطم جسم ضخم، وأنها قد تشكلت قبل ملياري سنة على الأقل في حادث اصطدام كارثي بين جسمين، تم تسميتها نسبة للكويكب كورونيس 158
1223 نيكار يكمل مدارة حول الشمس مرة واحدة كل 4 سنوات و 10 أشهر (1777 يوما). وينحرف مدارة بمقدار 0.06 ويميل بمقدار 3 درجات فيما يتعلق بمسار الشمس.